# В лес (мюзикл)
«В лес» (англ. Into the Woods) — мюзикл на либретто Джеймса Лэпайна, музыку и слова Стивена Сондхайма. Мировая премьера состоялась в бродвейском театре «Эль Гиршфельд» 5 ноября 1987 года. До этого этап предпоказов прошёл в 1986 году в театре «Старый Глобус» города Сан-Диего.

## Связь с «О пользе волшебства» Б. Беттельхейма
Вопреки расхожему мнению, либретто мюзикла не основано на книге «О пользе волшебства. Смысл и значение волшебных сказок» Бруно Беттельгейма. Стивен Сондхайм в своей книге «Look, I made a hat» объясняет это распространенное заблуждение тем, что «О пользе волшебства» - единственная широко известная публике книга по данной теме. Сондхайм отмечает, что их с Лэпайном трактовка сказок более близка юнгианской точке зрения, чем фрейдистской (которой придерживался Беттельхейм).

## История
Предпоказ мюзикла «В лес» состоялся под руководством Джеймса Лэпайна в театре «Старый Глобус» города Сан-Диего с 4 декабря 1986 года по 16 января 1987 года. Здесь было сыграно 50 спектаклей. Некоторые артисты из этого состава вошли в труппу бродвейской постановки. Было сделано несколько переработок. В частности, добавлена песня «No One is Alone».
Далее предпоказ шёл на Бродвее в театре «Эль Гиршфельд» с 29 сентября по 1 ноября 1987 года. Здесь же 5 ноября состоялась официальная премьера. После 765 спектаклей прокат мюзикла был закрыт 3 сентября 1989 года. Оригинальная Бродвейская постановка завоевала восемь различных наград (см. #Награды и номинации).
9 ноября 1997 года в честь десятилетия в театре «Бродвей» было дано два специальных концертных спектакля. Большая часть труппы была из оригинального состава. Впервые на Бродвее была представлена песня «Our Little World», написанная для первой постановки в Вест-Энде. Подобные концертные спектакли прошли 9 ноября 2014 года в Коста-Месе, Калифорния.
Премьера в Вест-Энде состоялась 25 сентября 1990 года в театре «Феникс». Здесь прокат продлился до 23 февраля следующего года. Режиссёром постановки выступил Ричард Джонс, а продюсером Дэвид Мирвиш. Хореографию ставил Энтони Ван Лааст, костюмы создавала Сью Блейн. В партитуру британской версии «В лес» была добавлена песня «Our Little World» для исполнения Ведьмой и Рапунцель. Постановка Вэст-Энда была принята критиками и зрителями холоднее, чем на Бродвее.
Новая британская постановка прошла в театре «Донмар Уэрхаус» с 16 ноября 1998 года по 13 февраля 1999. Над созданием возрождённой версии работали режиссёр Джон Кроули и сценограф Боб Кроули.
Возрождение мюзикла в США состоялось в театре «Амансон» города Лос-Анджелеса. Отыграв здесь с 1 февраля по 24 марта 2002 года, постановка переехала на Бродвей. В театре «Бродхерст» с апреля по декабрь было показано 279 спектаклей. В эту версию режиссёр Джеймс Лэпайн вернул камео трёх поросят, которое присутствовало в сценарии в предпросмотре в Сан-Диего в 1986 году. Также немного изменены диалоги и сценография, добавлена песня «Our Little World» и написана новая — «The Last Midnight». Впервые бутафорная корова была заменена на живого актёра.
Первая постановка «В лес» за пределами Бродвея и Вест-Энда была осуществлена в 1993 году в Сиднее, Австралия. Затем мюзикл ставили в Мельбурне (1998), Барселоне (2008) и Париже (2014). Ожидаются постановки в Токио (2015), Мехико (2015) и Сингапуре (2016). Также мюзикл ставили в различных городах США.

## Сюжет

### Акт I
Словами «Давным-давно» Рассказчик знакомит зрителей с персонажами спектакля, которые высказывают свои желания со слов «Я хочу…». Золушка мечтает попасть на Королевский бал, Джек хочет, чтобы его Молочно-белая корова дала молока, Пекарь и его Жена мечтают о ребёнке. Красная Шапочка просит хлеб для Бабушки у Пекаря, уставшая Мать Джека требует от сына продать корову, а сёстры Золушки (Флоринда и Люсинда) дразнят её: как замарашка может оказаться на Королевском балу?
Соседка Пекаря — старая уродливая Ведьма — рассказывает ему причину бесплодия его Жены. Оказывается, она наложила проклятье на отца Пекаря за то, что тот украл у неё шесть бобовых зёрен. Также она забрала у него дочь по имени Рапунцель. Ведьма объясняет как можно снять проклятье. Для чудодейственного зелья достаточно всего лишь раздобыть плащ — красный, как кровь, корову — белую, как молоко, локон волос — жёлтых, как кукуруза, и туфельку — чистую, как золото. Но найти компоненты, к которым Ведьма никогда не прикасалась, и приготовить зелье нужно прежде, чем наступит полночь третьего дня.
Герои начинают свои путешествия в лес: Джек идёт на рынок, чтобы продать свою любимую Молочно-белую корову, Золушка навестить могилу матери, Красная Шапочка направилась к Бабушке, а Пекарь, отказавшись от помощи Жены, искать ингредиенты для спасительного зелья («Prologue: Into the Woods»).
Золушка от духа своей матери получает прекрасное платье и золотые туфельки («Cinderella at the Grave»). Теперь она может отправиться на Королевский бал. Тем временем Джек встречает Таинственного человека, который осмеивает мальчика за то, что тот думает продать корову более, чем за «мешок бобов».
Красная Шапочка встречает голодного Волка. Он убеждает девочку свернуть с тропы и срезать путь («Hello, Little Girl»). Пекарь видит Красную Шапочку в красном плаще. Неожиданно появляется Ведьма. От испуга Пекарь забывает список нужных ему вещей, но поблизости оказывается его Жена. Она напоминает ему ингредиенты («The Cow as White as Milk»). За то, что Жена не осталась дома, а следовала за ним, между супругами начинается ссора. В этот момент они встречают Джека с Молочно-белой коровой. Не имея с собой денег, чтобы купить животное, Пекарь и его Жена дают юноше пять из шести бобовых зёрен, которые они нашли в кармане куртки отца Пекаря. Думая, что они волшебные, Джек соглашается на сделку и со слезами на глазах прощается с коровой («I Guess This Is Goodbye»). Пекарь приказывает Жене возвращаться с коровой в город. Переживая, что они обманули юношу, одновременно с этим Жена уверена, что желание родить ребёнка оправдывает их обман («Maybe They’re Magic», «Maybe They’re Magic (Reprise)»).
Ведьма вырастила Рапунцель, как собственную дочь, держа её вдали от внешнего мира в высокой башне. Попасть в неё можно было только по длинным золотистым волосам девушки (Our Little World). В этот день Принц замечает в башне прекрасную Рапунцель и забирается к ней. В другой части леса Пекарь выследил Красную Шапочку. Он пытается выкрасть у неё красный плащ, но истерика девочки останавливает его. Красная Шапочка, придя в дом Бабушки, обнаруживает там Волка. Зверь проглотил девочку, а незадолго до этого её Бабушку. Пекарь освобождает бедняг, вскрыв Волку брюхо. В благодарностью за спасение Красная Шапочка отдаёт мужчине свой красный плащ, размышляя о новых впечатлениях («I Know Things Now»). Между тем, Джек возвращается домой. Мать очень сильно сердится на сына за то, что тот продал корову всего за пять «волшебных» бобов. Она швыряет зёрна в сторону и, лишив ужина, отправляет юношу спать.
Золушка убегает с Королевского бала. Её преследует Прекрасный Принц. Этот момент застаёт Жена Пекаря. Она помогает Золушке скрыться от Прекрасного Принца. Между девушками завязывается беседа: Жена Пекаря просить рассказать о бале («A Very Nice Prince»). Она замечает на ногах Золушки туфли — чистые как золото. Жена Пекаря пытается их снять, но девушка убегает. Пропадает и Молочно-белая корова. А около дома Джека и его матери прорастает огромный бобовый стебель. Куранты бьют полночь («First Midnight»).
На следующее утро Джек описывает своё захватывающее приключение, спускаясь с бобового стебля. В облаках он нашёл замок двух супругов-гигантов. Джек незаметно ограбил их («Giants in the Sky»). Юноша находит Пекаря в лесу и даёт ему пять золотых монет, чтобы выкупить свою корову. Мужчина колеблется. Тогда Джек снова полез на бобовый стебель за ещё большими деньгами. Таинственный человек, проходя мимо, насмехается над Пекарем и кражей денег у великанов. Тут появляется его Жена. Она признаётся, что потеряла корову. Супруги разделяются и отправляются на поиски животного.
Братья-принцы — Принц Рапунцель и Прекрасный Принц — встретились в лесу. Они делятся друг с другом о своих страданиях обретённой любви («Agony»). Жена Пекаря узнаёт из их разговоров о некой девушке с золотыми волосами. Она отправляется к башне, где находит Рапунцель. Жене Пекаря удаётся раздобыть локон её волос. В этот время Таинственный человек приводит Пекарю Молочно-белую корову.
Жена Пекаря и Золушка вновь встречаются («A Very Nice Prince (Reprise)»). Первая делает отчаянную попытку завладеть золотой туфелькой. Но Золушке удаётся убежать. У Пекаря и его Жены пока есть три из четырёх компонентов. Супруг наконец признаёт, что вдвоём задание выполнять намного лучше («It Takes Two»). Появляется Джек с курицей, несущей золотые яйца. Он надеется, что теперь ему удастся выкупить свою Молочно-белую корову, но животное неожиданно падает замертво. Куранты бьют полночь («Second Midnight»).
Ведьма узнаёт, что Принц посещал её дочь. Она просит Рапунцель не покидать её («Stay with Me»), но девушка отказывается. Ведьма злится и прогоняет дочь в пустыню, отрезав её длинные волосы.
Таинственный человек даёт Пекарю деньги на покупку новой коровы. Джек встречает Красную Шапочку, на которой плащ из волчьей шкуры. Юноша пытается произвести впечатления на девушку рассказами о великанах, но Красная Шапочка не верит его словам. Тогда Джек вновь отправляется в замок великанов, чтобы найти и принести ей доказательства.
Золушка бежит с третьего (последнего) вечера Королевского бала. На лестнице она обнаруживает препятствие, устроенное Прекрасным Принцем. Оказавшись между желанием убежать и желанием остаться, девушка решает оставить одну туфельку в качестве ключа к своей персоне («On the Steps of the Palace»). Жена Пекаря уже караулит Золушку. Она умоляет отдать ей золотую туфельку в обмен на волшебное бобовое зёрнышко. Золушка выкидывает его, но согласна за обувь Жены Пекаря проститься со своей туфелькой. Обе уходят, не подозревая, что шестое бобовое зёрнышко начало прорастать.
Пекарь приходит в лес с новой коровой. Теперь у супругов есть все четыре компонента. Прибегает Мать Джека с просьбой о помощи: Великан рассердился на её сына и преследует его за кражу волшебной арфы. Но к счастью Матери, появляется Джек. Оказывается, он срубил бобовый стебель, по которому Великан спускался на землю, в результате чего гигант упал и погиб. К компании присоединяется Ведьма. Она обнаруживает, что корова не чисто-белая, а обсыпана мукой. Время на исходе, но ведьма может воскресить Молочно-белую корову. Теперь Пекарю и его Жене требуется накормить животное остальными компонентами. Джек пытается доить корову, но молока нет. Выясняется, что до локона волос, принадлежавшего Рапунцель, Ведьма дотрагивалась. Поэтому зелье сделать не удастся. Таинственный человек советует Пекарю использовать пучок кукурузных волосков. Это сработало: корова даёт молоко, которое и является зельем. Ведьма признаётся Пекарю, что Таинственный человек — его отец. Она выпивает зелье. В этот момент Таинственный человек падает замертво, а сама Ведьма превращается в красивую молодую женщину: она разрушила заклятье, наложенное на неё собственной матерью за некогда украденную Отцом Пекаря горстку бобов.
Прекрасный Принц разыскивает девушку, которой подошла бы золотая туфелька. Флоринда и Люсинда смогли надеть туфлю только лишившись части своих ног. В пору туфелька приходится только Золушке. Она и стала невестой Прекрасного Принца. А Рапунцель, изгнанная матерью в пустыню, родила близнецов. С ними был и Принц. Ведьма пыталась их проклясть, но она утратила свою былую силу, когда разрушила заклятье матери. На свадьбе Золушки и Прекрасного Принца птицы выклевали глаза Флоринде и Люсинде. Никто не замечает, что шестой бобовый стебель тянется к небу… («Finale (Act I)»).

### Акт II
Все главные персонажи кажутся счастливыми, потому что их главные мечты сбылись, и вместе с этим до конца не удовлетворены: у Пекаря и его Жены родился мальчик, но им бы дом побольше; Джек и его Мать живут богато и хорошо едят, но юноша вновь хочет побывать в небесном замке великанов; Золушка и Прекрасный Принц живут во дворце, но её одолела скука («So Happy»).
Вдруг по Королевству раздаётся ужасный грохот. Огромный след уничтожил сад Ведьмы. От него осталось лишь несколько бобовых зёрен. Пекарь и его Жена сообщают королевской семье о появлении Великанши, но им не верят. Дом бабушки красной Шапочки разрушен, а её мать пропала. Джек решает, что должен убить Великаншу. Птицы сообщают Золушке, что могила её матери разрушена. Переодевшись в свой старый наряд, она отправляется на могилу. Так все снова оказываются в лесу, который на этот раз выглядит мрачным, без голосов птиц и животных («Into the Woods (Reprise)»).
Тем временем Рапунцель бежит в истерическом припадке (лечение Ведьмы сделало её безумной). Принц направился за ней, но по пути встретил Прекрасного Принца. Братья сетуют, что их браки не удались. Теперь они желают других девушек: Спящую красавицу и Белоснежку («Agony (Reprise)»).
Пекарь, его Жена и Красная Шапочка заблудились в лесу. Они встречают Мачеху Золушки, Флоринду, Люсинду и королевского стюарда. Появляется Ведьма. Она рассказывает, что Великанша разрушила деревню, включая дом Пекаря. Раздаётся шум гигантских шагов. Все в шоке: перед ними стоит Великанша — вдова убитого Джеком Великана. Она говорит, что желает расправиться с Джеком, отомстив за смерть мужа. Компания предлагает ей взять в жертву Рассказчика. Он, естественно, с этим не согласен. Тогда Ведьма толкает его в объятия Великанши. Она убивает Рассказчика. К героям присоединяется Мать Джека. Она агрессивно встаёт на защиту сына, чем злит Великаншу ещё больше. Стюард пытается успокоить Мать Джека, но невольно убивает её. Великанша отправляется на поиски Джека. На её пути попадается Рапунцель. Девушка срывается в обрыв и погибает. Это привод в ужас её Принца и Ведьму («Witch’s Lament»).
Королевская семья хочет скрыться от нападения Великанши бегством в другое Королевство. Пекарь пытается заставить их остаться и бороться с проблемой, но тщетно. Позже Королевская семья заблудится и погибнет в лесу от голода. Ведьма, опечаленная гибелью Рапунцель, намеревается найти Джека и отдать его Великанше. Пекарь и его Жена хотят найти юношу первыми, чтобы уберечь от надвигающейся беды. Разделившись, супруги отправляются на поиски. Жена Пекаря встречает Прекрасного Принца. Он легко соблазняет её («Any Moment»). Тем временем Пекарь встречает Золушку около разрушенной могилы её матери. Он просит девушку присоединиться к ним. Так будет безопаснее. А довольный Прекрасный Принц оставляет Жену Пекаря в одиночестве. Она осознаёт свою ошибку и хочет немедленно вернуться к мужу и сыну («Moments in the Woods»). Но она заблудилась, а поблизости шла Великанша, от шагов которой валились деревья. Одно из таких деревьев упало на Жену Пекаря. Женщина погибает.
Пекарь, Красная Шапочка и Золушка ждут возвращения Жены Пекаря. Тут появляется Ведьма, таща за руку плачущего Джека. Юноша стал свидетелем гибели Жены Пекаря. Мужчина, узнав о смерти своей жены, с горя соглашается отдать Джека Великанше. Персонажи обмениваются взаимными обвинениями («Your Fault»). В ходе перепалки они приходят к мнению, что во всех бедах виновата Ведьма. Если бы не её бобовые зёрна, то ничего бы не было. Испытывая отвращение к присутствующим, Ведьма проклинает их и выбрасывает на землю уцелевшие в саду бобы. Вернув на себя заклятье матери, Ведьма исчезает («Last Midnight»).
К Пекарю приходит дух его отца, который убеждает его не отступать от своих обязанностей воспитать хорошего сына («No More»). Пекарь возвращается к компании. Вместе они разрабатывают план ликвидации Великанши. Пекарь и Джек уходят воплощать задуманное, а Золушка остаётся присматривать за сыном Пекаря. Птицы сообщают девушке о неверности Прекрасного Принца. Он объясняется с Золушкой, и пара расстаётся. Красная Шапочка возвращается с новостью о своей бабушке: её убила Великанша. Пекарь рассказывает Джеку о смерти его Матери, а Золушка успокаивает Красную Шапочку. Убийство Великанши не делает их лучше Великанши («No One Is Alone»).
Пекарь вновь видит дух — на этот раз своей Жены. Она просит его рассказывать сыну свою историю, а Ведьма заключает: «Осторожнее с тем, что вы говорите — дети будут слушать». Все мы должны отважиться войти в лес, но никогда не должны забывать о прошлом («Finale (Act II)»). Золушка закрывает спектакль словами: «Я хочу…»

## Музыкальные партии
| Акт I - «Prologue: Into the Woods (Act I)» — Главные персонажи (композиция делится на части, которые часто рассматриваются как отдельные песни) - «Cinderella at the Grave» — Золушка и Мать Золушки - «Hello, Little Girl» — Волк и Красная Шапочка - «The Cow as White as Milk» — Пекарь и Жена Пекаря - «I Guess This is Goodbye» — Джек - «Maybe They’re Magic» — Пекарь и Жена Пекаря - «Maybe They’re Magic (Reprise)» — Пекарь - «I Know Things Now» — Красная Шапочка - «A Very Nice Prince» — Золушка и Жена Пекаря - «First Midnight» — Главные персонажи - «Giants in the Sky» — Джек - «Agony» — Прекрасный принц и Принц Рапунцель - «A Very Nice Prince (Reprise)» — Золушка и Жена Пекаря - «It Takes Two» — Пекарь и Жена Пекаря - «Second Midnight» — Главные персонажи - «Stay with Me» — Рапунцель и Ведьма - «On the Steps of the Palace» — Золушка - «Finale (Act I)» — Рассказчик и Главные персонажи (композиция делится на части, которые часто рассматриваются как отдельные песни) | Акт II - «Prologue: Into the Woods (Act II)» — Главные персонажи (композиция делится на части, которые часто рассматриваются как отдельные песни) - «Agony (Reprise)» — Прекрасный принц и Принц Рапунцель - «Witch’s Lament» — Ведьма - «Any Moment» — Прекрасный принц и Жена Пекаря - «Moments in the Woods» — Жена Пекаря - «Your Fault» — Джек, Пекарь, Красная Шапочка, Ведьма и Золушка - «Last Midnight» — Ведьма - «No More» — Пекарь и Таинственный человек - «No One is Alone» — Золушка, Пекарь, Красная Шапочка и Джек - «Finale (Act II)» — Главные персонажи (композиция делится на части, которые часто рассматриваются как отдельные песни) |

## Постановки

### Предпоказы
| Город (страна)  | Театральная площадка      | Дата открытия | Дата закрытия | Кол-во спектаклей |
| --------------- | ------------------------- | ------------- | ------------- | ----------------- |
| Сан-Диего (США) | «Старый Глобус»           | 04.12.1986    | 16.01.1987    | 50                |
| Нью-Йорк (США)  | «Эль Гиршфельд» (Бродвей) | 29.09.1987    | 01.11.1987    | 43                |
| Нью-Йорк (США)  | «Бродхерст» (Бродвей)     | 13.04.2002    | 28.04.2002    | 18                |

### Стационарные
| Город (страна)          | Компания                   | Театральная площадка        | Дата открытия | Дата закрытия | Кол-во спектаклей |
| ----------------------- | -------------------------- | --------------------------- | ------------- | ------------- | ----------------- |
| Нью-Йорк (США)          | «Jujamcyn Theaters»        | «Эль Гиршфельд» (Бродвей)   | 29.09.1987    | 03.09.1989    | 765               |
| Лондон (Великобритания) | «Ambassador Theatre Group» | «Феникс» (Вест-Энд)         | 25.09.1990    | 23.02.1991    | 197               |
| Лондон (Великобритания) | «Ambassador Theatre Group» | «Донмар Уэрхаус» (Вест-Энд) | 16.11.1998    | 13.02.1999    | 125               |
| Лос-Анджелес (США)      | «Center Theatre Group»     | «Амансон»                   | 01.02.2002    | 21.03.2002    | 61                |
| Нью-Йорк (США)          | «Dodger Theatricals»       | «Бродхерст» (Бродвей)       | 30.04.2002    | 29.12.2002    | 279               |
| Нью-Йорк (США)          | «Fiasco Theater Company»   | «Лаура Пелс» (Офф-Бродвей)  | 22.01.2015    | в прокате     | н.д.              |

### Репертуарные
| Город (страна)   | Компания               | Театральная площадка        | Дата открытия | Дата закрытия | Кол-во спектаклей |
| ---------------- | ---------------------- | --------------------------- | ------------- | ------------- | ----------------- |
| Нью-Йорк (США)   | «Mosaic Entertainment» | «Бродвей» (Бродвей)         | 09.11.1997    | 09.11.1997    | 2                 |
| Коста-Меса (США) | «Mosaic Entertainment» | «Центр искусств Сегерстром» | 09.11.2014    | 09.11.2014    | 2                 |

### Гастрольные туры
Первый гастрольный тур по городам США продлился с ноября 1988 года по май 1989-го. Для турне-версии полностью изменили декорации, а сценарий и элементы сюжета подверглись небольшим правкам.
| Страна | Город(а)                                               | Компания             | Дата открытия | Дата закрытия |
| ------ | ------------------------------------------------------ | -------------------- | ------------- | ------------- |
| США    | Атланта, Вашингтон, Лос-Анджелес, Форт-Лодердейл и др. | «Jujamcyn Theaters»  | 22.11.1988    | 14.05.1989    |
| США    | н.д.                                                   | «Dodger Theatricals» | 2016          | 2017          |

## Видеоверсия
С 23 по 25 мая 1989 года прошли съёмки видеоверсии мюзикла. Спектакль снимался на семь камер в несколько этапов: одна часть эпизодов записывалась со зрителями во время планового спектакля, другая — дополнительно в свободное от зрителей время. Телевизионная премьера состоялась 20 марта 1991 года в десятом эпизоде сериала «American Playhouse», создаваемый компанией «Public Broadcasting Service». Позже видеоверсия появилась на VHS. 27 августа 1997 года студия «Image Entertainment» выпустила её и на DVD. Повторное издание было осуществлено 7 октября 2014 года на DVD и 2 декабря того же года на Blu-ray.

## Адаптации

### Юношеская версия
Мюзикл «В лес» был адаптирован для представления детьми в школах. Время спектакля сокращено с двух часов до 60—80 минут, а музыкальная часть переделана для молодых голосов.

### Экранизация
Попытки экранизировать мюзикл начались в конце 1980-х годов. За работу брались различные голливудские студии. Осуществить идею удалось кинокомпании «Walt Disney Pictures». Премьера фильма состоялась 8 декабря 2014 года. Режиссёром картины выступил Роб Маршалл. В нём сыграли Мерил Стрип (Ведьма), Эмили Блант (Жена Пекаря), Джеймс Корден (Пекарь), Анна Кендрик (Золушка), Джонни Депп (Волк) и другие.

## Реакция

### Кассовые сборы
За 101 неделю первого проката на Бродвее (1987—1989) мюзикл собрал почти 30 млн долларов. Возрождённая постановка 2002 года шла 38 недель, собрав 14,7 млн долларов. Средний процент занятости зрительного зала составил 68,87 %.

## Награды и номинации

### Бродвей
| Год  | Премия       | Категория                                   | Номинант(ы)                             | Результат |
| ---- | ------------ | ------------------------------------------- | --------------------------------------- | --------- |
| 1988 | «Тони»       | Лучший мюзикл                               | «Jujamcyn Theaters»                     | Номинация |
| 1988 | «Тони»       | Лучшее либретто для мюзикла                 | Джеймс Лэпайн                           | Победа    |
| 1988 | «Тони»       | Лучшая режиссура мюзикла                    | Джеймс Лэпайн                           | Номинация |
| 1988 | «Тони»       | Лучшая музыка                               | Стивен Сондхайм                         | Победа    |
| 1988 | «Тони»       | Лучшая женская роль в мюзикле               | Джоанна Глисон за роль жены Пекаря      | Победа    |
| 1988 | «Тони»       | Лучшая мужская роль второго плана в мюзикле | Роберт Вестенберг за роль Волка         | Номинация |
| 1988 | «Тони»       | Лучшая хореография                          | Лар Любович                             | Номинация |
| 1988 | «Тони»       | Лучшая сценография                          | Тони Страйджес                          | Номинация |
| 1988 | «Тони»       | Лучшие костюмы                              | Энн Холд-Вард                           | Номинация |
| 1988 | «Тони»       | Лучший свет                                 | Ричард Нельсон                          | Номинация |
| 1988 | «Драма Деск» | Лучший мюзикл                               | «Jujamcyn Theaters»                     | Победа    |
| 1988 | «Драма Деск» | Лучшая музыка                               | Стивен Сондхайм                         | Номинация |
| 1988 | «Драма Деск» | Лучшие тексты песен                         | Стивен Сондхайм                         | Победа    |
| 1988 | «Драма Деск» | Лучшее либретто для мюзикла                 | Джеймс Лэпайн                           | Победа    |
| 1988 | «Драма Деск» | Лучшая режиссура в мюзикле                  | Джеймс Лэпайн                           | Номинация |
| 1988 | «Драма Деск» | Лучшая женская роль в мюзикле               | Бернадетт Питерс за роль Ведьмы         | Номинация |
| 1988 | «Драма Деск» | Лучшая мужская роль второго плана в мюзикле | Роберт Вестенберг за роль Волка         | Победа    |
| 1988 | «Драма Деск» | Лучшая женская роль второго плана в мюзикле | Джоанна Глисон за роль жены Пекаря      | Победа    |
| 1988 | «Драма Деск» | Лучшая женская роль второго плана в мюзикле | Даниэль Ферланд за роль Красной Шапочки | Номинация |
| 1988 | «Драма Деск» | Лучшая сценография                          | Тони Страйджес                          | Номинация |
| 1988 | «Драма Деск» | Лучшие костюмы                              | Энн Холд-Вард                           | Номинация |
| 1988 | «Драма Деск» | Лучший свет                                 | Ричард Нельсон                          | Номинация |
| 1988 | «Драма Деск» | Лучшая оркестровка                          | Джонатан Туник                          | Номинация |

### Вест-Энд
| Год  | Премия                | Категория                           | Номинант(ы)                         | Результат |
| ---- | --------------------- | ----------------------------------- | ----------------------------------- | --------- |
| 1991 | Премия Лоренса Оливье | Лучший новый мюзикл                 |                                     | Номинация |
| 1991 | Премия Лоренса Оливье | Лучшая режиссура мюзикла            | Ричард Джонс                        | Победа    |
| 1991 | Премия Лоренса Оливье | Лучшая мужская роль в мюзикле       | Иан Варфоломей за роль Пекаря       | Номинация |
| 1991 | Премия Лоренса Оливье | Лучшая женская роль в мюзикле       | Имельда Стонтон за роль жены Пекаря | Победа    |
| 1991 | Премия Лоренса Оливье | Лучшая женская роль в мюзикле       | Джулия Маккензи за роль Ведьмы      | Номинация |
| 1991 | Премия Лоренса Оливье | Лучшая роль второго плана в мюзикле | Клив Картер за роль Волка           | Номинация |
| 1991 | Премия Лоренса Оливье | Лучший дизайн костюмов              | Сью Блейн                           | Номинация |

### Вест-Энд (1999)
| Год  | Премия                | Категория                     | Номинант(ы)  | Результат |
| ---- | --------------------- | ----------------------------- | ------------ | --------- |
| 1999 | Премия Лоренса Оливье | Лучший мюзикл                 |              | Номинация |
| 1999 | Премия Лоренса Оливье | Лучшая женская роль в мюзикле | Софи Томпсон | Победа    |

### Бродвей (2002)
| Год  | Премия       | Категория                                   | Номинант(ы)                        | Результат |
| ---- | ------------ | ------------------------------------------- | ---------------------------------- | --------- |
| 2002 | «Тони»       | Лучший возрождённый мюзикл                  | «The Shubert Organization»         | Победа    |
| 2002 | «Тони»       | Лучшая режиссура мюзикла                    | Джеймс Лэпайн                      | Номинация |
| 2002 | «Тони»       | Лучшая мужская роль в мюзикле               | Джон Макмартин за роль Рассказчика | Номинация |
| 2002 | «Тони»       | Лучшая женская роль в мюзикле               | Ванесса Уильямс за роль Ведьмы     | Номинация |
| 2002 | «Тони»       | Лучшая мужская роль второго плана в мюзикле | Грегг Эдельман за роль Волка       | Номинация |
| 2002 | «Тони»       | Лучшая женская роль второго плана в мюзикле | Лаура Бенанти за роль Золушки      | Номинация |
| 2002 | «Тони»       | Лучшая хореография в мюзикле                | Джон Каррафа                       | Номинация |
| 2002 | «Тони»       | Лучшая сценография                          | Дуглас Шмидт                       | Номинация |
| 2002 | «Тони»       | Лучшие костюмы                              | Сбюзан Хилферти                    | Номинация |
| 2002 | «Тони»       | Лучший свет                                 | Брайан Макдевитт                   | Победа    |
| 2002 | «Драма Деск» | Лучший возрождённый мюзикл                  | «The Shubert Organization»         | Победа    |
| 2002 | «Драма Деск» | Лучшая режиссура в мюзикле                  | Джеймс Лэпайн                      | Номинация |
| 2002 | «Драма Деск» | Лучшая женская роль в мюзикле               | Ванесса Уильямс за роль Ведьмы     | Номинация |
| 2002 | «Драма Деск» | Лучшая женская роль в мюзикле               | Лаура Бенанти за роль Золушки      | Номинация |
| 2002 | «Драма Деск» | Лучшая мужская роль второго плана в мюзикле | Грегг Эдельман за роль Волка       | Номинация |
| 2002 | «Драма Деск» | Лучшая женская роль второго плана в мюзикле | Керри О’Мэлли за роль жены Пекаря  | Номинация |
| 2002 | «Драма Деск» | Лучшая сценография                          | Дуглас Шмидт                       | Победа    |
| 2002 | «Драма Деск» | Лучшие костюмы                              | Сьюзан Хилферти                    | Номинация |
| 2002 | «Драма Деск» | Лучший звук                                 | Дэн Моисей Шрейер                  | Победа    |

### Лондон (2010)
| Год  | Премия                  | Категория                           | Номинант(ы)   | Результат |
| ---- | ----------------------- | ----------------------------------- | ------------- | --------- |
| 2011 | «Премия Лоренса Оливье» | Лучший возрождённый мюзикл          |               | Победа    |
| 2011 | «Премия Лоренса Оливье» | Лучшая роль второго плана в мюзикле | Майкл Ксавьер | Номинация |

### Нью-Йорк (2012)
| Год  | Премия       | Категория                     | Номинант(ы)                | Результат |
| ---- | ------------ | ----------------------------- | -------------------------- | --------- |
| 2013 | «Драма Деск» | Лучшая женская роль в мюзикле | Донна Мерфи за роль Ведьмы | Номинация |

### Офф-Бродвей (2015)
| Год  | Премия       | Категория                  | Номинант(ы) | Результат |
| ---- | ------------ | -------------------------- | ----------- | --------- |
| 2015 | «Драма Деск» | Лучший возрождённый мюзикл |             | Номинация |